# Sant'Elpidio a Mare
Sant’Elpidio a Mare [santel'piːdjo a 'maːre] es una localidad y comune italiana de la provincia de Fermo, región de las Marcas, con 16 975 habitantes.

## Evolución demográfica
| Gráfica de evolución demográfica de Sant'Elpidio a Mare entre 1861 y 2001 |
|                                                                           |
| Fuente ISTAT - elaboración gráfica de Wikipedia                           |